# Крістіна Єлизавета Барбі-Мюлінгенська
Крістіна Єлизавета Барбі-Мюлінгенська (нім. Christine Elisabeth von Barby und Mühlingen, 25 жовтня 1634 — 2 травня 1681) — графиня Барбі-Мюлінгенська з роду Арнштайнів, донька графа Барбі-Мюлінгену Альбрехта Фрідріха та графині Дельменгорстської Софії Урсули, дружина герцога Брауншвейг-Люнебургу князя Брауншвейг-Вольфенбюттелю Рудольфа Августа.

## Біографія
Народилась 25 жовтня 1634 року у Розенбурзі в графстві Барбі-Мюлінген. Стала первістком в родині графа Барбі-Мюлінгену Альбрехта Фрідріха та його дружини Софії Урсули Дельменгорстської, з'явившись на світ на другому році їхнього подружнього життя. Мала трьох молодших сестер і брата.
Певний час сімейство укривалося від Тридцятирічної війни у своїх родичів у замку Гайдексбург у Шварцбурзі-Рудольштадті.
У 7-річному віці втратила обох батьків. Надалі виховувалася у тітки з материнського боку, Катерини Єлизавети, настоятельки Гандерсгаймського монастиря.
У 16 років була видана заміж за 23-річного принца Брауншвейг-Вольфенбюттельського Рудольфа Августа. Весілля пройшло 10 листопада 1650 року у Вольфенбюттелі. Наречений був замкнутим юнаком, схильним до меланхолії, тримався подалі від державних справ. Весільну проповідь проголосив придворний капелан Йоакім Люткеманн. У подружжя народилося троє доньок
У 1666 році Рудольф Август став правлячим князем Брауншвейг-Вольфенбюттелю. Головною резиденцією сімейства слугував Вольфенбюттельський замок, літо проводили у придбаному у 1670 році замку Хедвігсбург. Від 1677 року в родині жили осиротілі небоги Крістіни Єлизавети — доньки її сестри Юстіни Софії, Рудольф Август був призначений їхнім опікуном.
Крістіна Єлизавета померла у Зондерсгаузені, куди поїхала домогти сестрі із пологами, 2 травня 1681 року. Була похована у Брауншвейзькому соборі.
Невдовзі Рудольф Август одружився з юною покоївкою Крістіни Єлизавети, Розіною Менте. Даний шлюб був морганатичним і бездітним.

## Родина

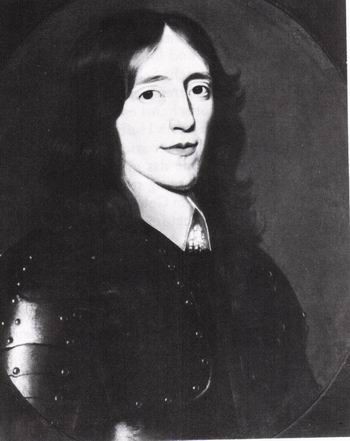
Портрет Рудольфа Августа пензля невідомого майстра

Чоловік — Рудольф Августа
Діти:
- Доротея (1653—1722) — дружина герцога Шлезвіг-Гольштейн-Зондербург-Пльону Йоганна Адольфа, мала шестеро дітей;
- Крістіна Софія (1654—1695) — дружина спадкоємного принца Брауншвейг-Вольфенбюттелю Августа Вільгельма, дітей не мала;
- Елеонора Софія (1655—1656) прожила 5 місяців.